# Valle del Cauca
Koordinaten: 3° 54′ N, 76° 30′ W
Das Valle del Cauca ist ein Departamento im Südwesten Kolumbiens.

## Geografie
Valle del Cauca liegt im Westen Kolumbiens. Das Departamento grenzt an den Pazifik, im Norden an Chocó, im Nordosten an Risaralda und Quindío, im Osten an Tolima und im Süden an Cauca.

## Wirtschaft
In der Landwirtschaft dominieren Zuckerrohr, Kaffee, Mais, Sorghum, Bananen und Yuca. Auch die Viehzucht, der Fischfang und die Forstwirtschaft spielen eine Rolle. Die Industrie konzentriert sich um die Hauptstadt Cali. Dabei sind die chemische und pharmazeutische Industrie sowie die Lebensmittelindustrie, Karton- und Papierherstellung und der Maschinenbau von Bedeutung.
Der See Calima, der Nationalpark Los Farallones de Cali und die Skulpturen beim Christus König in Cali sind touristische Anziehungspunkte.

## Organisierte Kriminalität
Der nördliche Teil des Valle del Cauca war Sitz des Norte-de-Valle-Kartells, eines Drogenkartells, das Ende der 1990er Jahre von dem Zusammenbruch des Medellin- und des Cali-Kartells profitierte.

## Administrative Unterteilung
Das Departamento del Valle del Cauca besteht aus 42 Gemeinden, siehe Liste der Municipios im Departamento del Valle del Cauca.